# 黄檗駅 (京阪)
黄檗駅（おうばくえき）は、京都府宇治市五ケ庄西浦にある京阪電気鉄道の駅である。駅番号はKH75。

## 歴史
- 1913年（大正2年）6月1日：京阪宇治線の開業とともに設置され、黄檗山駅として供用を開始する。黄檗山とは、当地にある黄檗宗の大本山、萬福寺の山号である。
- 1926年（大正15年）：黄檗駅に改称する。
- 1943年（昭和18年）10月1日：会社合併により京阪神急行電鉄の駅となる。
- 1949年（昭和24年）
  - 11月1日：駅構内踏切を廃止する[2]。
  - 12月1日：会社分離により京阪電気鉄道の駅となる。
- 2019年（平成31年）2月：下りホーム中書島寄りのカーブ部分に列車停止時のホームと車体の間の隙間からの転落事故防止のために櫛状ゴムを取り付け[3] [4]。

## 駅構造
相対式2面2線のホームを持つ地上駅である。
改札口は上下線で別々に設けられており、改札内でホーム同士を行き来することはできない。どちらのホームも中書島寄りに改札があり、中書島方面行きの改札には駅員が配置され企画乗車券の販売にも対応している（早朝深夜を除く）。定期券売り場は設置されていない。
物販については2006年6月30日に売店の営業を終了し、以降は飲料や新聞の自動販売機のみ営業している。

### のりば
| 番線 | 路線    | 方向 | 行先       |
| ---- | ------- | ---- | ---------- |
| 1    | ■宇治線 | 上り | 中書島方面 |
| 2    | ■宇治線 | 下り | 宇治方面   |

- ホーム有効長は5両。

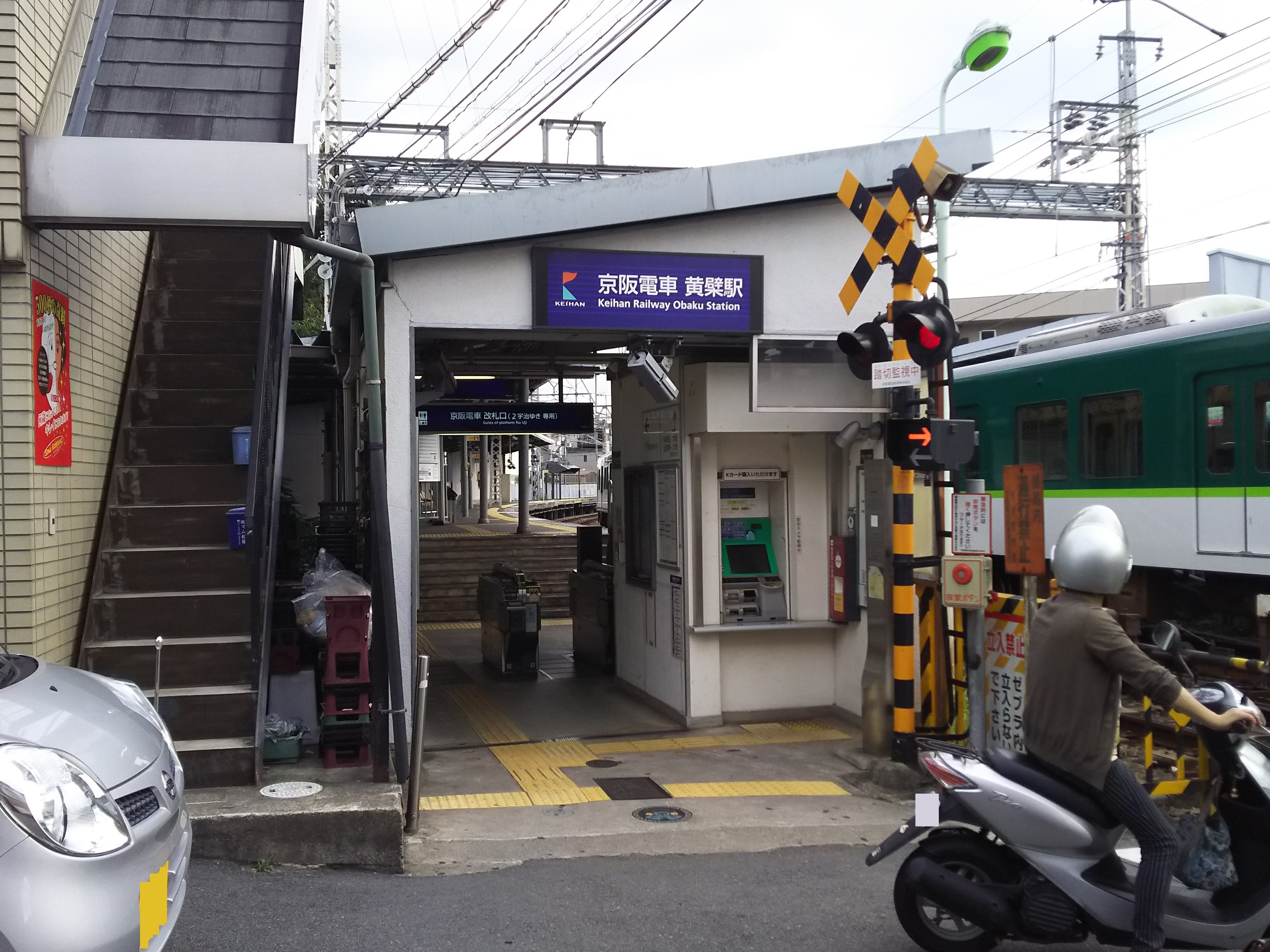
宇治方面口
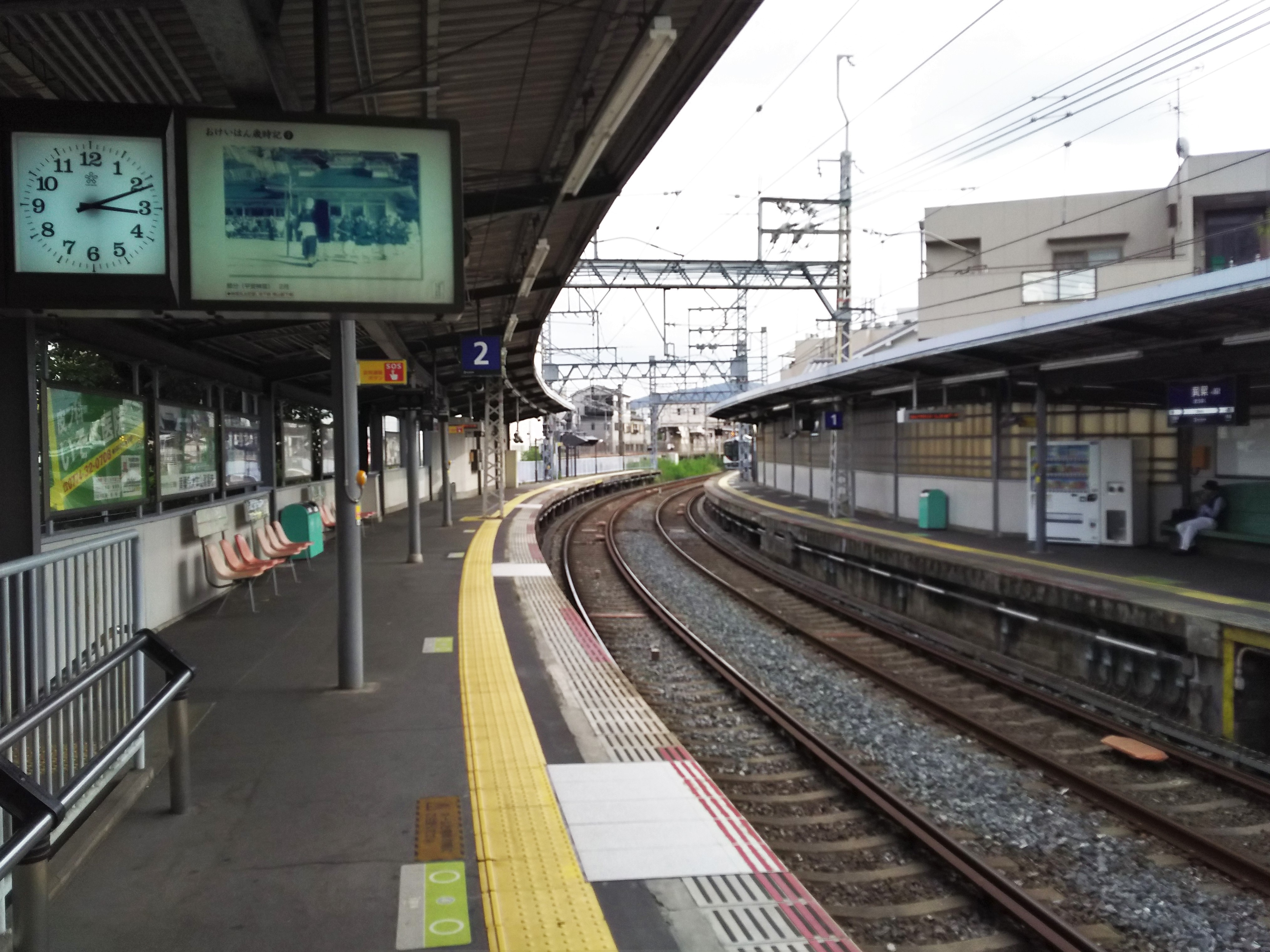
プラットホーム

## 利用状況
各社の移動等円滑化取組報告書によれば、2023年度の1日当たりの利用者数はが4,094人。京都府統計書によると、1日平均乗車人員の推移は下記の通り。
| 年度   | 一日平均 乗車人員 |
| ------ | ----------------- |
| 1999年 | 3,855             |
| 2000年 | 3,945             |
| 2001年 | 3,860             |
| 2002年 | 3,814             |
| 2003年 | 3,716             |
| 2004年 | 3,633             |
| 2005年 | 3,556             |
| 2006年 | 3,441             |
| 2007年 | 3,402             |
| 2008年 | 3,436             |
| 2009年 | 3,392             |
| 2010年 | 3,400             |
| 2011年 | 3,311             |
| 2012年 | 3,403             |
| 2013年 | 3,353             |
| 2014年 | 3,353             |
| 2015年 | 3,459             |
| 2016年 | 2,797             |
| 2017年 | 2,652             |
| 2018年 | 2,723             |
| 2019年 | 2,620             |
| 2020年 | 1,773             |
| 2021年 | 1,775             |
| 2022年 | 2,038             |

## 隣の駅
京阪電気鉄道
宇治線
木幡駅 (KH74) - 黄檗駅 (KH75)  - 三室戸駅 (KH76)
- 括弧内は駅番号を示す。